# Emerson, Lake & Palmer (álbum)
Emerson, Lake & Palmer es el primer álbum de la homónima banda británica de rock progresivo, lanzado el 20 de noviembre de 1970.

## El disco
El álbum fue publicado en el otoño de 1970, y marcó un buen comienzo para la banda. La lista de piezas contiene sólo una composición a nombre de los tres miembros («The Barbarian»). Keith Emerson tiene como su parte «The Three Fates», Greg Lake tiene la canción «Lucky Man», y Carl Palmer tiene, con Emerson, la pieza «Tank».
El disco sacó a relucir más aún los talentos de los tres músicos, pues en la época en la que se editó, la gente discutía acerca de quién era el músico dominante en el disco. Unos dijeron que Emerson, otros que Lake, y otros que Palmer. Es considerado indispensable para iniciarse en la música de esta banda.
La ilustración de cubierta es obra del artista británico Nic Dartnell. En principio era para el grupo estadounidense Spirit, y de hecho la cabeza que aparece es un dibujo de la de Ed Cassidy, su baterista, pero a ELP les gustó y la compraron.
En España hubo otra edición, del Círculo de Lectores y Orlador, con una portada distinta: se veía una foto de los tres músicos con la entrada de la comisaría central de Cornualles a sus espaldas (había de entenderse que, en este caso, era la salida).

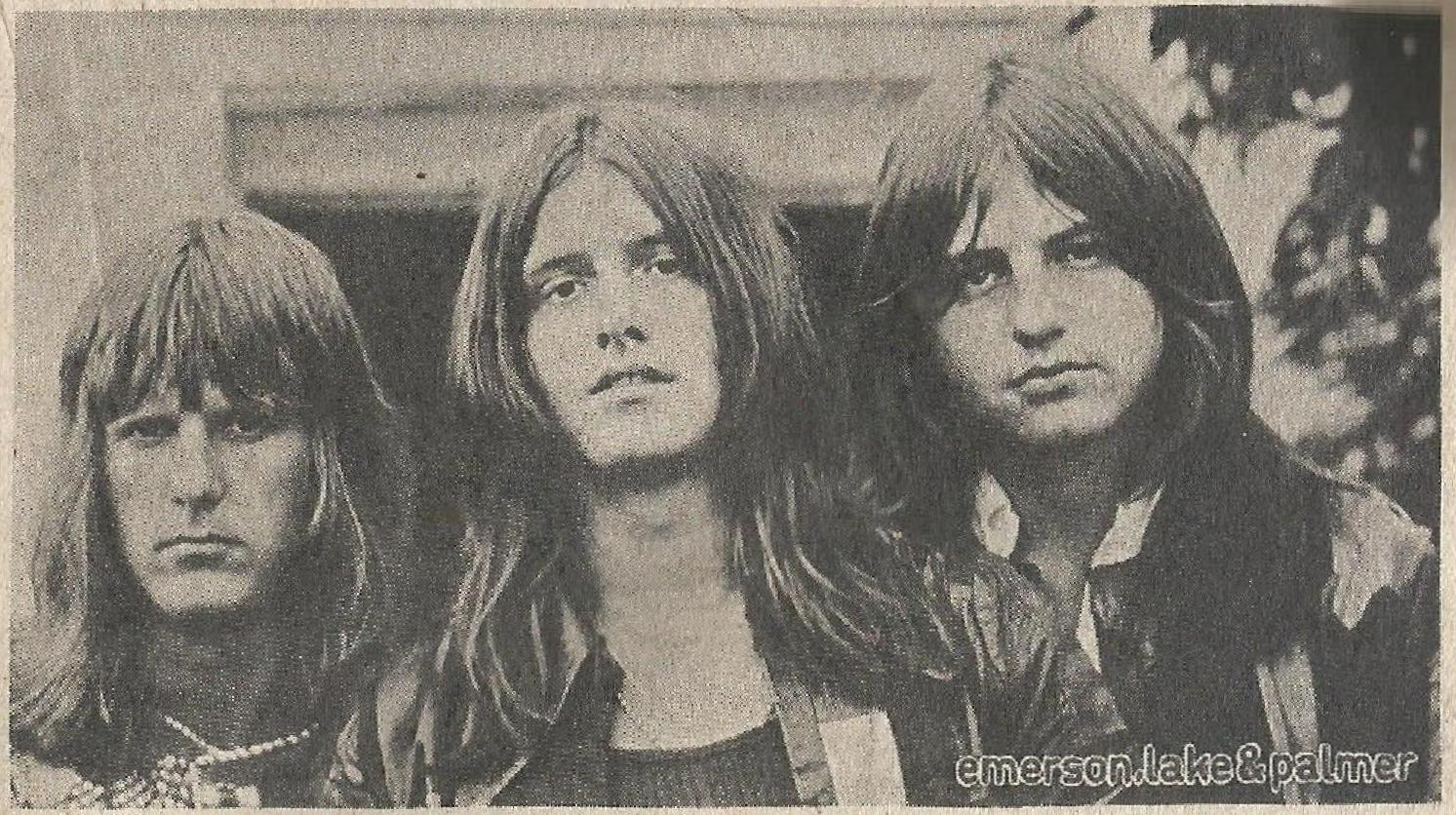
Emerson, Palmer y Lake posando para la foto (en la portada del disco, se ofrecía en color con los artistas de cuerpo entero)

## Piezas

### Lado A
| N.º | Título          | Letras            | Música                                                               | Duración |  |
| 1.  | «The Barbarian» |                   | Béla Bartók (Allegro Barbaro) – arr.: Emerson, Lake & Palmer         |          |  |
| 2.  | «Take a Pebble» | Greg Lake         | Greg Lake                                                            | 12:29    |  |
| 3.  | «Knife Edge»    | G. Lake R. Fraser | L. Janáček ( Sinfonietta ) J. S. Bach ( BWV 812 ) – arr.: K. Emerson | 5:04     |  |

### Lado B

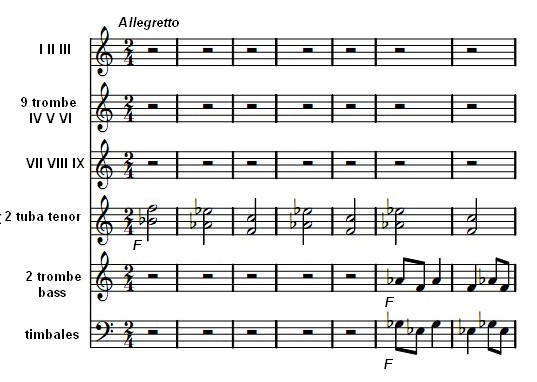
Principio de la Sinfonietta de Janáček

| N.º | Título                                                            | Letras    | Música               | Duración                  |  |
| 1.  | «The Three Fates» - I. «Clotho» - II. «Lachesis» - III. «Atropos» |           | Keith Emerson        | 7:42 - 1:48 - 2:43 - 3:15 |  |
| 2.  | «Tank»                                                            |           | K. Emerson C. Palmer | 6:50                      |  |
| 3.  | «Lucky Man»                                                       | Greg Lake | Greg Lake            | 4:37                      |  |

## Músicos
- Keith Emerson - órgano Hammond, piano, clavinet, órgano de tubos del Royal Festival Hall, sintetizador moog
- Greg Lake - guitarra acústica y eléctrica, bajo, voz

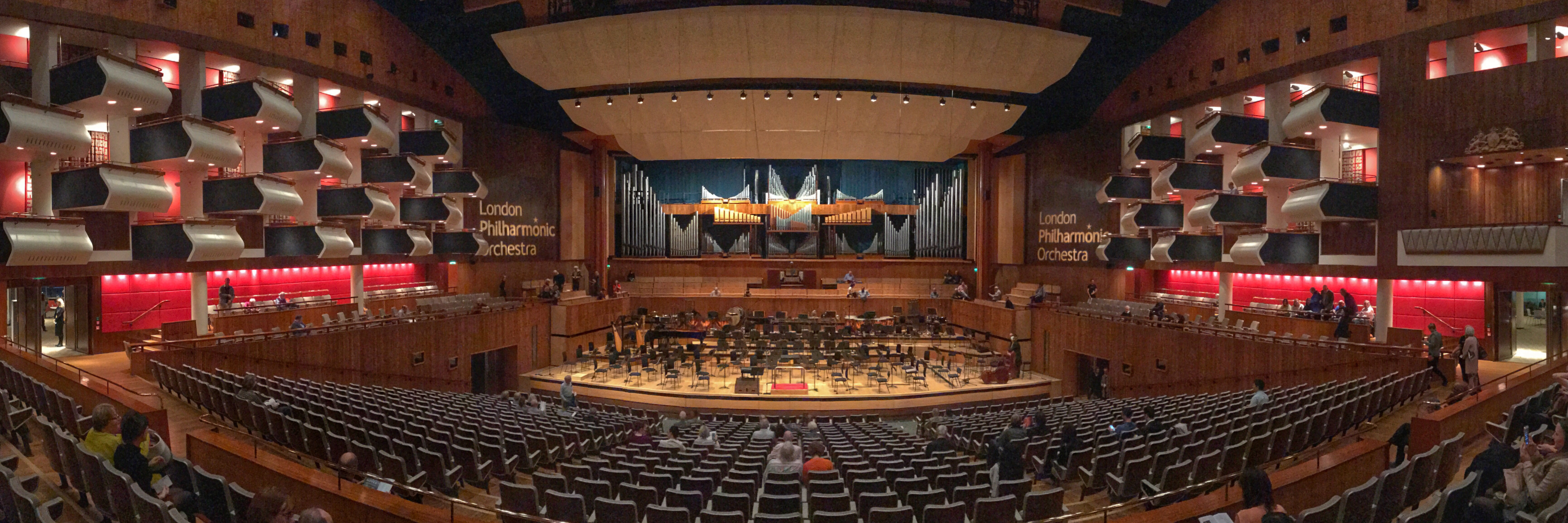
Interior del Royal Festival Hall, con el órgano (2017)

- Carl Palmer - batería,  percusión